# صقيع الأرض

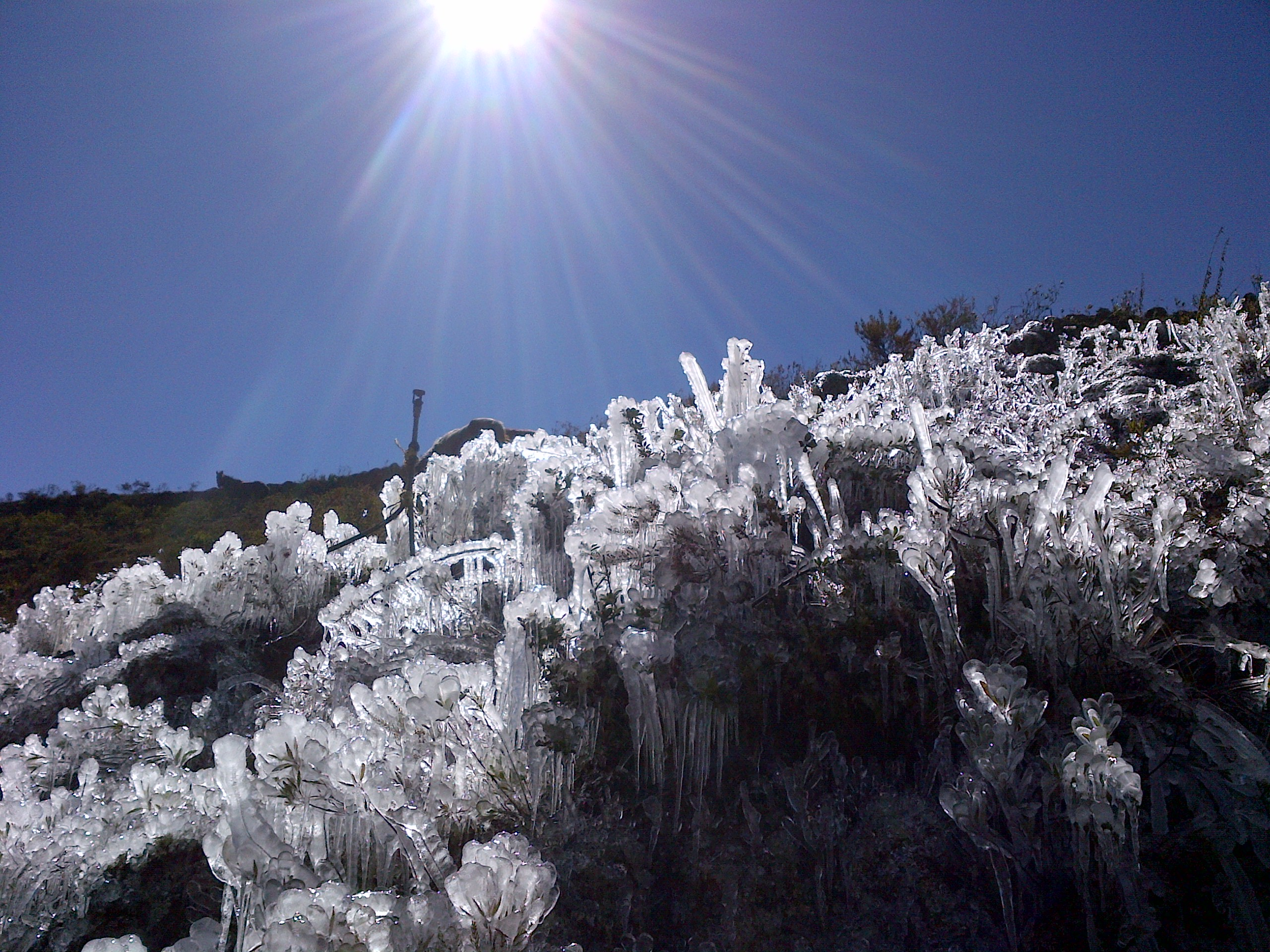

صقيع الأرض يشير إلى أغطية الجليد المختلفة الناتجة عن الترسيب المباشر لبخار الماء على الأشياء والأشجار، والتي تكون درجة حرارة أسطحها أقل من نقطة تجمد الماء (0 درجة مئوية، 32 درجة فهرنهايت).

## الأنواع
الأنواع الرئيسية الثلاثة لصقيع الأرض هي الصقيع الإشعاعي (الصقيع الهش)، وصقيع التآفق (صقيع التآفق الهش) وصقيع التبخر. وهذا النوع الأخير نادر ويحدث عند تبخر رطوبة السطح في هواء أكثر جفافًا مما يتسبب في انخفاض درجة حرارته على السطح إلى نقطة تجمد الماء أو أقل منها.وصقيع الريم (الناعم والصلب) من الناحية التقنية ليس من أنواع صقيع الأرض.

## تعريف بديل
قد يشير صقيع الأرض أيضًا إلى الحالة التي تنخفض فيها درجة حرارة الطبقة العليا من التربة لأقل من نقطة تجمد الماء.

## في إنجلترا
من عام 1906 إلى 1960 كان عمل مكتب الأرصاد الجوية يتمثل في تحديد عدد أيام صقيع الأرض على أساس هذا المعيار: اليوم الذي تصل فيه أدنى درجة للحرارة 30 درجة فهرنهايت (−1 درجة مئوية)، على الأرجح لأن 32 درجة فهرنهايت (0 درجة مئوية) لم تكن باردة بما يكفي لإلحاق الضرر بالنباتات المزروعة. وتشير الإحصائيات منذ عام 1961 إلى عدد الأيام التي تكون فيها أدنى درجة حرارة للعشب أقل من 0 درجة مئوية. وأحيانًا، يظل بالإمكان رؤية مصطلح صقيع الأرض، ولكنه لا يعني سوى أن الحد الأدنى لدرجة الحرارة أقل من 0 درجة مئوية.